# Anthony McDonald
Anthony McDonald (* 17. März 2001 in Kirkcaldy) ist ein schottischer Fußballspieler, der bei Inverness Caledonian Thistle unter Vertrag steht.

## Karriere

### Verein
Anthony McDonald wurde im Jahr 2001 an der schottischen Ostküste in Kirkcaldy geboren. Als Achtjähriger begann er beim Real Fife FC mit dem Fußballspielen. Von 2011 bis 2012 spielte er beim FC Livingston, bevor er zu Heart of Midlothian kam. Bis zum Jahr 2017 spielte er in den Nachwuchsmannschaften der Hearts. Am 12. Dezember 2017, dem 18. Spieltag der Scottish Premiership-Saison 2017/18 gab McDonald sein Profidebüt im Alter von 16 Jahren im Heimspiel gegen den FC Dundee, als er in der Startelf stand. Er bereitete dabei das Führungstor von Esmaël Gonçalves vor. Bis zum Ende der Saison kam er zu zwölf weiteren Einsätzen. Im April 2018 verlängerte McDonald seinen Vertrag bei den Hearts um drei Jahre bis 2021. Im Januar 2019 wurde er zunächst an Inverness Caledonian Thistle verliehen. Danach in der Sommerpause 2019 an Dunfermline Athletic. Im Januar 2020 kehrte er vorzeitig zu den Hearts zurück.

### Nationalmannschaft
Anthony McDonald kam im März 2018 zu einem Einsatz für die schottische U-17 gegen Griechenland im Rahmen der Qualifikation für die U-17-Europameisterschaft 2018 in England, für die sich Schottland jedoch nicht qualifizieren konnte.